# تشارلز جيوردانو
تشارلز جيوردانو (بالإنجليزية: Charles Giordano)‏ هو موسيقي أمريكي، ولد في 13 أكتوبر 1954 في نيويورك في الولايات المتحدة.

## وصلات خارجية
- تشارلز جيوردانو على موقع IMDb (الإنجليزية)
- تشارلز جيوردانو على موقع ميوزك برينز (الإنجليزية)
- تشارلز جيوردانو على موقع ديسكوغز (الإنجليزية)
- تشارلز جيوردانو على موقع قاعدة بيانات الفيلم (الإنجليزية)